# Хирла
Хирла — река в Чувашии и Татарстане, правый приток Бездны (бассейн Суры).

## Описание
Длина реки 15 км, площадь водосбора 44,3 км². Протекает в густом лесу национального парка "Чаваш Вармане" на северо-западе Шемуршинского района Чувашии, устьевая часть длиной около 0,5 км находится в границах эксклава Татарстана (Дрожжановский р-н).
Исток в 7 км к востоку от села Старые Айбеси. Направление течения юго-восточное, последние 2,5 км течёт на юго-запад. Впадает в Бездну в 71 км по правому берегу от её устья, у деревни Муллиная на небольшом открытом участке посреди леса — здесь реку пересекает автодорога к деревне от села Мордовские Тюки.
Хирла имеет 1 левый приток. Густота речной сети в бассейне 0,3 км/км². Лес национального парка на территории водосбора состоит из сосны, берёзы, осины, липы, ольхи.
Название реки происходит от чувашского слова хырлăх — «сосновый бор».

## Данные водного реестра
По данным государственного водного реестра России относится к Верхневолжскому бассейновому округу, водохозяйственный участок реки — Сура от Сурского гидроузла и до устья реки Алатырь, речной подбассейн реки — Сура. Речной бассейн реки — (Верхняя) Волга до Куйбышевского водохранилища (без бассейна Оки).
Код объекта в государственном водном реестре — 08010500312110000037712.